# Резня на озере Кламат
Резня на озере Кламат (англ. Klamath Lake Massacre) — массовое убийство по меньшей мере четырнадцати кламатов 12 мая 1846 года группой, возглавляемой Джоном Фримонтом и Китом Карсоном, на берегах озера Кламат, ныне находящегося в штате Орегон.

## Предыстория
Экспансионистское движение 1840-х годов побудило многих американцев работать над тем, чтобы продвинуть границы США до земель, на которые претендовали Испания, Мексика, Великобритания и индейские племена. Термин Явное предначертание (Manifest Destiny), придуманный журналистом Джоном О’Салливаном, отражал идею о том, что молодой американской нации суждено править всем североамериканским континентом.
Сенатор-демократ Томас Харт Бентон из Миссури был видным лидером этого движения, в которое он завербовал своего зятя Джона Фримонта. Бентон получил государственное финансирование для нескольких экспедиций, возглавляемых Фримонтом, чтобы составить карту и исследовать западную территорию.
В 1845 году Военное министерство отправило капитана Джона Фримонта в экспедицию для исследования Большого Бассейна и Верхней Калифорнии, владений Мексики. Прибыв в Калифорнию, Джон и его люди в течение нескольких месяцев перемещались по северной половине штата, провоцируя мексиканские власти и возбуждая патриотические настроения у поселившихся там американцев. 5 апреля 1846 года Фримонт и его люди совершили резню на берегу реки Сакраменто близ современного города Реддинг. Затем они двинулись на север по долине реки Сакраменто и вошли на территорию Орегон.

## Инцидент
Фримонт и его банда начали убивать коренных американцев во время их путешествия. Член экспедиции Томас Мартин писал в своих мемуарах: «Мы следовали вверх по реке Сакраменто, убивая много дичи и иногда индейцев. Из последних мы взяли себе за правило не щадить ни одного». Другой участник экспедиции Томас Брекенридж писал, что у команды «был приказ, когда они находились в лагере или в пути, стрелять в индейцев сразу же. Хотя в походе треск винтовки и предсмертный крик туземца не были чем-то необычным».
В ночь на 9 мая 1846 года отряд из 15-20 кламатов нанёс ответный удар и под покровом темноты напал на группу Фримонта, убив 2-3 члена отряда. После этого Джон Фримонт «твёрдо решил свести счёты с этими людьми». Его разведчики убили двух кламатских воинов 11 мая 1846 года, но капитан счёл это недостаточным.
12 мая 1846 года помощник Фримонта Кит Карсон возглавил штурм деревни кламатов под названием Докдоквас на берегу озера Кламат. Нападавшие разрушили деревню и убили по меньшей мере 14 жителей, не понеся при этом потерь.

## Последствия
Ни Джон Фримонт, ни кто-либо из членов его экспедиции не были обвинены или наказаны каким-либо образом за эти убийства. Правительство США отозвало Фримонта обратно в Калифорнию для участия в войне против Мексики, после чего он не возвращался на территорию Орегон.
На обратном пути в Калифорнию Фримонт и его банда продолжали убивать индейцев и совершили «упреждающее» нападение на ранчо (см. «резня Саттер-Баттса»). Джон Фримонт стал военным губернатором Калифорнии в январе 1847 года, но был вынужден отказаться от этой должности менее чем через два месяца. В 1850 году он стал первым американским сенатором в Калифорнии. В 1856 году Фримонт был выдвинут кандидатом в президенты от Республиканской партии, проиграв гонку Джеймсу Бьюкенену. Позже он сражался в качестве генерала армии Союза во время Гражданской войны.
Кламаты продолжали подвергаться насилию со стороны американцев, включая длинную череду подобных массовых убийств и нападений. К 1855 году газета Humboldt Times сообщила, что старатели «полны решимости начать неизбирательную резню всех индейцев» в районе водораздела Кламат, а газета Sacramento Daily Union сообщила, что «люди смотрят на это как на войну на уничтожение и убивают всех взрослых мужчин». Судья Флетчер из округа Кламат заявил о скрывающихся индейцах, на которых «белые охотятся, как на оленей». Капитан Генри Джуда сообщил, что люди выступают за «полное истребление всех индейцев в этом районе».
В 1864 году жители Кламата были вынуждены отказаться от претензий на двадцать миллионов из двадцати двух миллионов акров, на которых они жили, а оставшиеся два миллиона акров образовали резервацию Кламат. Кламаты стали финансово самодостаточными на этой земле, благодаря прибыльному лесопилению, скотоводству и другим предприятиям. В 1954 году Конгресс своим актом лишил резервацию Кламат племенного статуса (против воли кламатов), вынудив их отказаться от своих притязаний на землю и потерять все федеральные службы в обмен на денежную выплату. В 1986 году их племенной статус был восстановлен, но земли не были возвращены.